# Johannes Komnenos der Dicke
Johannes Komnenos (mit vollständigem Namen Johannes Axuchos Komnenos; mittelgriechisch Ἰωάννης Ἀξοῦχος Κομνηνὸς; * vor 1167; † 1. August 1201 [oder 1200] in Konstantinopel), Beiname der Dicke (mittelgriechisch ὁ παχύς), war ein byzantinischer Aristokrat und Usurpator gegen Kaiser Alexios III. Angelos.

## Leben
Der Pansebastos sebastos Johannes Komnenos war der Sohn des Protostrators Alexios Axuch, der 1167 von seinem Schwager Manuel I. des Hochverrats bezichtigt und ins Mönchsgewand gesteckt worden war. Durch seine Mutter Maria Komnena, eine Tochter von Johannes’ II. ältestem Sohn und Mitkaiser Alexios († 1142), gehörte er der Herrscherfamilie der Komnenen an.
Am 31. Juli 1201 erhob sich Johannes, möglicherweise auf Anstiftung des ehrgeizigen Alexios Dukas Murtzuphlos, mit Unterstützung der Bevölkerung von Konstantinopel gegen Alexios III. Der Prätendent ließ sich in der Hagia Sophia von einem Mönch krönen, während seine Anhänger das Hippodrom unter ihre Kontrolle brachten und sich im Großen Palast festsetzten; angeblich brach der Thronsessel unter Johannes’ enormem Körpergewicht zusammen.
Von seiner Residenz im Blachernen-Palast aus entsandte Alexios III. seinen Schwiegersohn Alexios Palaiologos mit einer Seestreitmacht über das Goldene Horn gegen das Palastviertel. Die kaiserlichen Truppen unterwarfen am nächsten Morgen mithilfe der Warägergarde die Unterstützer des Johannes, der festgenommen und enthauptet wurde; sein Leichnam wurde öffentlich den Tieren zum Fraß vorgeworfen.